# Kit-Objektiv

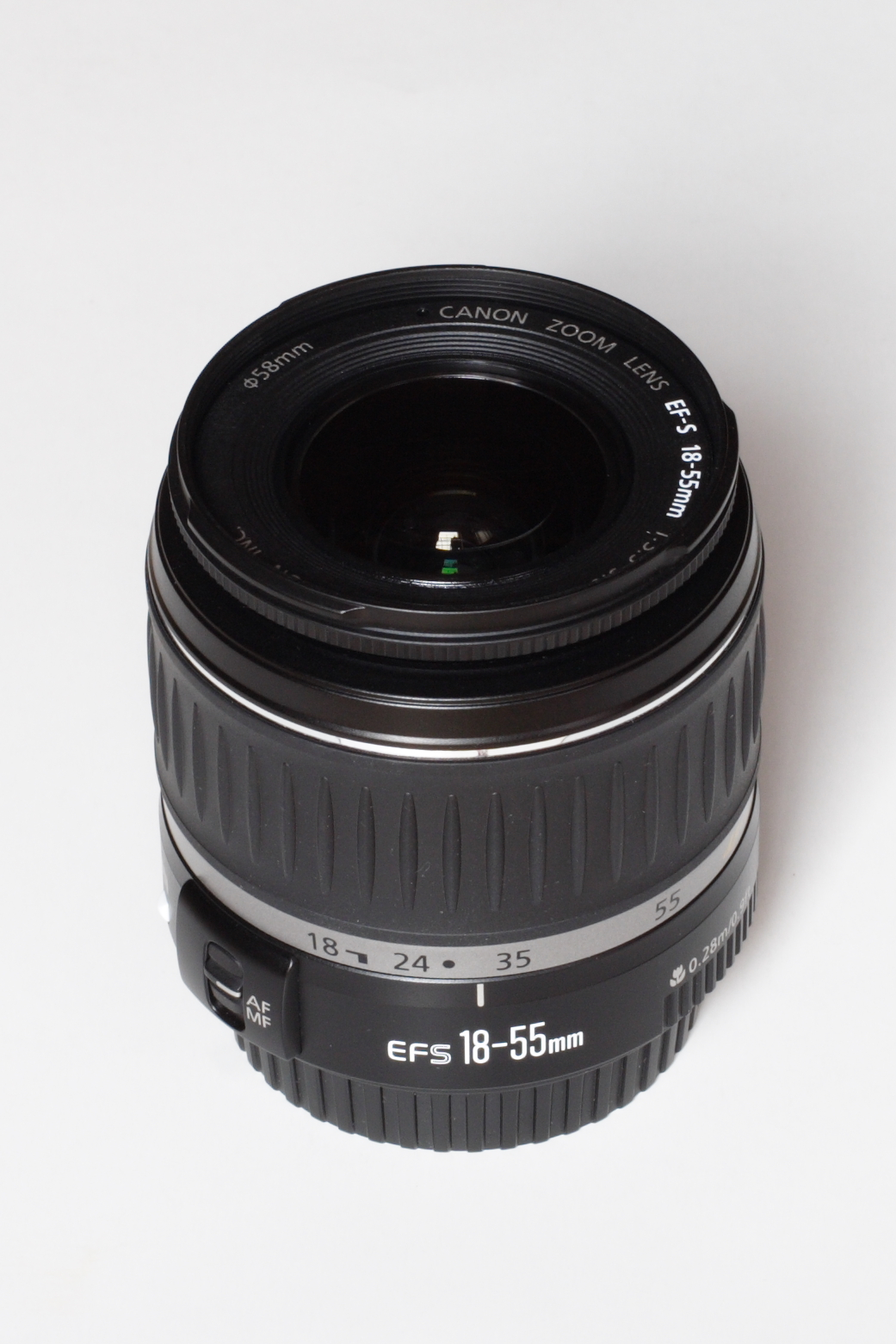
Ein typisches Kit-Objektiv

Mit Kit-Objektiv (aus dem Engl.; kit bedeutet Satz), gelegentlich auch Set-Objektiv, wird in der Fotografie ein Objektiv bezeichnet, das beim Kauf eines für Wechselobjektive geeigneten Fotoapparats in der Grundausstattung (Kit) mitgeliefert wird. 
Kit-Objektive werden angeboten, da eine Spiegelreflex- oder Systemkamera ohne ein passendes Objektiv nicht nutzbar wäre. 
Bis in die 1980er Jahre wurde meist das kostengünstigste Normalobjektiv aus der Angebotspalette beigelegt. Später wurden Zoomobjektive zum Standard, die den Bereich von einem leichten Weitwinkel- bis zu einem kurzen Teleobjektiv abdecken, beim Kleinbildformat beispielsweise von 28 mm bis 85 mm Brennweite. 
Um einen günstigen Paketpreis darstellen zu können, werden Kit-Objektive in der Regel unter besonderer Berücksichtigung von Kostengesichtspunkten konstruiert. Dies bedeutet nicht, dass solche Objektive zwangsläufig wesentlich schlechtere Abbildungseigenschaften als teurere Modelle haben, jedoch sind sie meistens vergleichsweise lichtschwach und es ergeben sich häufig Unterschiede in Ausstattung und Lieferumfang. Typische Abweichungen können sein:
- Kunststoff- statt Metallbajonett
- Fehlende Streulichtblende
- bei Entfernungseinstellung mitdrehendes Filtergewinde statt Geradführung
- fehlende Entfernungsskala
- fehlende Bildstabilisierung